# Agylla sordida
Agylla sordida är en fjärilsart som beskrevs av Rothschild 1912. Agylla sordida ingår i släktet Agylla och familjen björnspinnare. Inga underarter finns listade i Catalogue of Life.